# Graue Beißschrecke
Die Graue Beißschrecke, wissenschaftlicher Name Platycleis grisea, ist eine Art der Laubheuschrecken mit Verbreitung in Südosteuropa, bis in die Alpenländer. Sie ist sehr ähnlich zur Westlichen Beißschrecke (Platycleis albopunctata) und wird von einigen Systematikern als Unterart von dieser Art aufgefasst.

## Merkmale
Die Graue Beißschrecke erreicht etwa 15 bis 24 Millimeter Körperlänge. Die Tiere sind meist recht einheitlich grau bis hell braun gefärbt und dunkler braun marmoriert, die Bauchseite ist heller, meist gelblich. Die Deckflügel (Tegmina) sind in der Regel etwas weißlich gefleckt. Die Seitenlappen (Paranota) des Halsschilds sind oft gröber braun gemustert und schmal hell gesäumt. Selten ist der Halsschild (Pronotum) auf der Oberseite grün oder elfenbeinfarben, öfters sind diese rötlich gefärbt. Die Art ist, wie alle Vertreter der Gattung Platycleis (s. str., unter Ausschluss der nun als selbständige Gattungen aufgefassten ehemaligen Untergattungen) immer langflügelig, die Flügel überragen in Ruhelage nicht nur die Hinterleibsspitze, sondern auch die Hinterknie deutlich. Der Mittelkiel des Halsschilds ist nur in der vorderen Hälfte deutlich. Bei den Weibchen ist die dunkel gefärbte Legeröhre (Ovipositor) relativ kurz und gleichmäßig nach oben gebogen. Die Cerci beim Männchen sind etwas hinter der Mitte innen gezähnt.
Die Art ähnelt sehr ihrer Schwesterart Platycleis albopunctata, die ihr in Körpergestalt und Färbung vollkommen gleicht und mit der im Südalpenraum auch Hybriden vorkommen können. Sie ist von dieser nur an einigen Genitalmerkmalen sicher unterscheidbar. Beim Weibchen ist die Subgenitalplatte am Hinterrand abgestutzt, etwa rechteckig, und mit den seitlichen Skleriten verwachsen. Beim Männchen ist die Form der Titillatoren (das sind bewegliche, hakenförmige Anhänge seitlich des Aedeagus, die bei der Kopulation als Klammerorgane dienen) charakteristisch. Diese sind im gezähnten Spitzenabschnitt lang und schlank, seitlich betrachtet zurückgebogen, im Basalteil berühren sich beide auf einer längeren Strecke.
Der Gesang der Art besteht aus leisen, zirpenden vier- bis sechssilbigen Versen, die mehrere Minuten lang aneinandergereiht werden. Er ist nur wenige Meter weit hörbar. Die Art ist anhand des Gesangs nicht von ihrer Schwesterart unterscheidbar.

## Ökologie und Lebensweise
Wie die verwandten und ähnlichen Arten lebt die Graue Beißschrecke in Trockenrasen und anderen steppenartigen, trockenen Lebensräumen mit lückiger Vegetation. Dabei kommt sie auch in vom Menschen gestörten Lebensräumen wie Bahndämmen, Böschungen und Steinbrüchen vor. Die Art ist gut flugfähig und ausbreitungsstark. Sie ist wärmeliebend (thermophil). Geschlechtsreife Tiere (Imagines) kommen von Juni bis Oktober vor.

## Verbreitung
Die Art ist nachgewiesen aus fast ganz Italien (am Gran Sasso bis in 2000 Meter Meereshöhe), auf der Balkanhalbinsel, nördlich bis Rumänien und Ungarn, südlich bis Griechenland. Östlich kommt sie bis in den Süden der Ukraine und Russlands, bis zur Krim und zum Kaukasus, vor. Sie erreicht von Süden her den Alpenraum. Sie kommt vor in den südfranzösischen Alpen, im Süden der Schweiz (Tessin, Alpensüdtäler, Engadin) und im größten Teil Österreichs, nördlich bis ins Inntal in Nordtirol. Während in der Schweiz beide Arten leben, fehlt die Westliche Beißschrecke in Österreich fast ganz (nur ein alter Nachweis). Die Graue Beißschrecke fehlt in Deutschland (alte Angaben sind fehlerhaft und beziehen sich auf Platycleis albopunctata).

## Systematik und Taxonomie
Die Graue Beißschrecke wurde von Fabricius im Jahr 1781, als Locusta grisea, erstbeschrieben. Sie ist Typusart der Gattung Platycleis. Anzahl und Abgrenzung der Arten, und insbesondere die Unterscheidung von Platycleis albopunctata sind seit Jahrzehnten unklar und umstritten. Bis in jüngste Zeit wird die Art daher von vielen Autoren nicht als eigenständig, sondern als Unterart von Platycleis albopunctata aufgefasst. In jüngerer Zeit überwiegt aber die Auffassung, es handele sich um eine eigenständige Art.